# 山本咲希到
山本 咲希到（やまもと さきと、1996年11月6日 - ）は、地方競馬の兵庫県競馬組合・石橋満厩舎所属（元ホッカイドウ競馬・松本隆宏厩舎所属）の騎手。地方競馬教養センター騎手課程第93期生。

## 来歴
騎手になったきっかけは小学4年生の時、京都競馬場で2006年の菊花賞を見に行った際に、おもしろいと思い騎手を志した。中学時にJRAの競馬学校の試験を受けたが不合格となり、その後は東関東馬事高等学院に進む。翌年、地方競馬教養センター93期生として入所した。
2015年3月31日に地方競馬騎手免許を取得し、ホッカイドウ競馬の松本隆宏厩舎に所属する。4月22日、門別競馬第8競走でナナイロに騎乗し初騎乗（9頭立て7着）。その後、5月6日の門別競馬第10競走でクインズパールに騎乗し、デビュー8戦目で初勝利を飾った。
1年目、2年目は騎乗数も少なくそれぞれ5勝、8勝に終わったものの3年目は32勝と勝ち星を増やす。
2018年のヒダカソウカップをディナスティーアで優勝し、重賞初制覇を飾る。
2019年6月6日、門別競馬第1競走でミリミリに騎乗し1着、地方通算100勝目を達成した。
2019年11月12日から2020年2月9日までマレーシアのセランゴール競馬場で期間限定騎乗を行う。
2020年11月24日から2021年1月28日まで園田・姫路競馬場で期間限定騎乗を、翌年も11月23日から1月27日まで同競馬場で期間限定騎乗を行った。
2022年11月10日、全日程終了後に行われたホッカイドウ競馬公式YouTubeチャンネル「オンラインジョッキー交流会」に出演し、その席で2022年シーズンをもってホッカイドウ競馬所属騎手としての活動を終了することが発表された。その後、2022年12月1日付で兵庫県競馬組合に移籍し、西脇の石橋満厩舎所属騎手となることが発表された。ただし、兵庫県競馬組合の内規により、他場からの移籍騎手については3か月間は研修期間と定められているため、研修期間終了後の2023年3月1日の姫路競馬から騎乗を再開している。

## 主な騎乗馬
- ディナスティーア（2018年ヒダカソウカップ）
- リコーヴィクター（2021年サッポロクラシックカップ）
- エイシンシュトルム（2021年南部駒賞）
- エイシンケプラー（2022年南部駒賞）[6]
- ダイリンウルフ（2024年ウインターチャンピオン）